# VISTA/ハミングライフ
「VISTA/ハミングライフ」（ヴィスタ/ハミングライフ）は、GOING UNDER GROUNDのシングル。ビクターエンタテインメントのレーベルHAPPYHOUSEより2006年5月3日発売。

## 概要
メジャーデビュー後14枚目（通算17枚目）のシングルで、両A面シングルである。河野丈洋の作品のみでリリースした唯一のシングルであり、2曲いずれもオリジナルアルバム未収録。ジャケットデザインをアートディレクターの永戸鉄也が手掛けている。
本作発売日は同年2月に発売されたアルバム『TUTTI』のリリースツアー中であり、ツアーファイナルとして7月6日の日本武道館公演を控えていたことから、本作にはCD-EXTRA仕様で「アルバム『TUTTI』全曲ハイライト・メドレー」が収録され、さらに初回盤には「武道館への道」と題された映像が収録されているほか、音楽ライターの上野三樹による「『TUTTI』全曲レビュー」が封入されている。
2013年に行われたライブで「ハミングライフ」が演奏された際の映像が「ハミングライフ 6/8心斎橋Music Club JANUS ver.／GOING UNDER GROUND」と題して公式YouTubeチャンネルで公開されている。

## 収録曲
1. VISTA
（作詞・作曲：河野丈洋）
前年の「STAND BY ME」に引き続きアサヒ飲料「三ツ矢サイダー」のテレビCMソングに起用された[2][3]。オリジナルアルバム未収録。
ニンテンドーDSのリズムゲーム「燃えろ!熱血リズム魂 押忍!闘え!応援団2」の課題曲として採用されている。
2. ハミングライフ
（作詞・作曲：河野丈洋）
MVの監督を河野が担当した。河野と親交のある小説家の中村航がこの曲をモチーフにした小説「ハミングライフ」を発表し、後日映画化された同作の主題歌に採用された。オリジナルアルバム未収録。HARCOがアルバム『Lamp & Stool』（2010年8月25日発売）でカバーしている[4]。

## タイアップ
VISTA
- アサヒ飲料「三ツ矢サイダー」テレビCM

ハミングライフ
- J-WAVE 2006 春のキャンペーン「THINK! TOMORROW」キャンペーンソング
- 映画『ハミングライフ』（窪田崇監督／2006年1月13日公開）主題歌

## 収録アルバム
VISTA
- BEST OF GOING UNDER GROUND with YOU
- COMPLETE SINGLE COLLECTION 1998-2008

ハミングライフ
- BEST OF GOING UNDER GROUND with YOU
- COMPLETE SINGLE COLLECTION 1998-2008
- ALL TIME BEST〜20th STORY + LOVE + SONG〜

### コンピレーション
- ソニー・ミュージック『夢がかなううた』（2009年4月29日発売） –「VISTA」を収録[5]。

## 参加ミュージシャン
- 大塚利恵、近藤薫、GOHSUKE、テリー福山（Terry&Francisco）、山岡恭子 – コーラス（「ハミングライフ」）
- 倉持ストリングス – ストリングス（「VISTA」「ハミングライフ」）